# Kostel Slezské církve evangelické (Bohumín)
Kostel Slezské církve evangelické v Novém Bohumíně (okres Karviná) je farní kostel Slezské církve evangelické augsburského vyznání, který byl postaven v letech 1900–1901 a je kulturní památka České republiky.

## Historie
V roce 1888 byla utvořena kazatelská stanice patřící pod evangelický sbor v Orlové. Bohoslužby od roku 1887 se konaly v budově německé školy, později v hostinci Moritze Saffiera. V srpnu 1900 byla zahájena výstavba evangelického kostela na pozemku, který daroval Heinrich hrabě Larisch-Mönnich. Posvěcení základního kamene se uskutečnilo 12. srpna 1900; na slavnosti kázali superintendent Haase německy a farář Rusnok polsky. Projekt vypracoval brněnský architekt Julius Leisching a stavbu provedli bohumínští stavitelé Josef Berger a Karl Kraus. Náklady na stavbu činily 60 000 Kč a byly pokryty ze sbírek věřících a také spolků z Nizozemí, Německa a Švédska, konkrétně Schwedisch Gustav-Adolf-Verein (Švédský spolek Gustava Adolfa). Kostel byl vysvěcen 15. října 1901. V roce 1922 se stává samostatným evangelickým sborem. V roce 1926 byla postavena fara. Po druhé světové válce kostel byl konfiskován jako německý majetek, který byl evangelické církvi vrácen v sedmdesátých letech 20. století. Generální oprava byla dokončena v roce 1974; rekonstrukce proběhla i roku 2021. Kostel slouží k bohoslužebným účelům především Slezské církve evangelické augsburského vyznání, ale také několika dalším evangelickým (protestantským) církvím (Husův sbor).

## Popis
Jednolodní podélná zděná stavba z režného zdiva s příčnou lodí. V ose průčelí je předsazená hranolová věž.

## Galerie

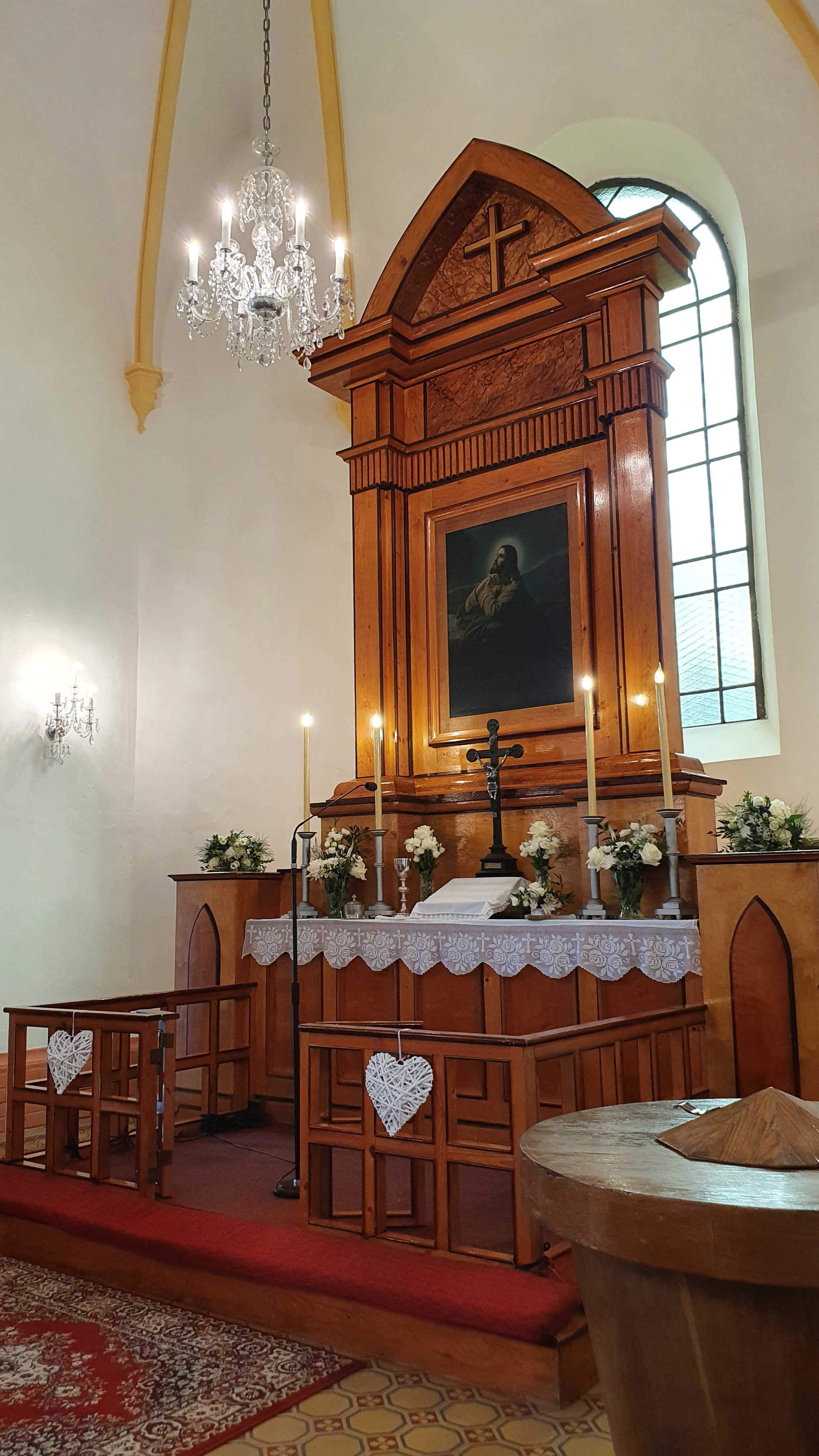
Oltář
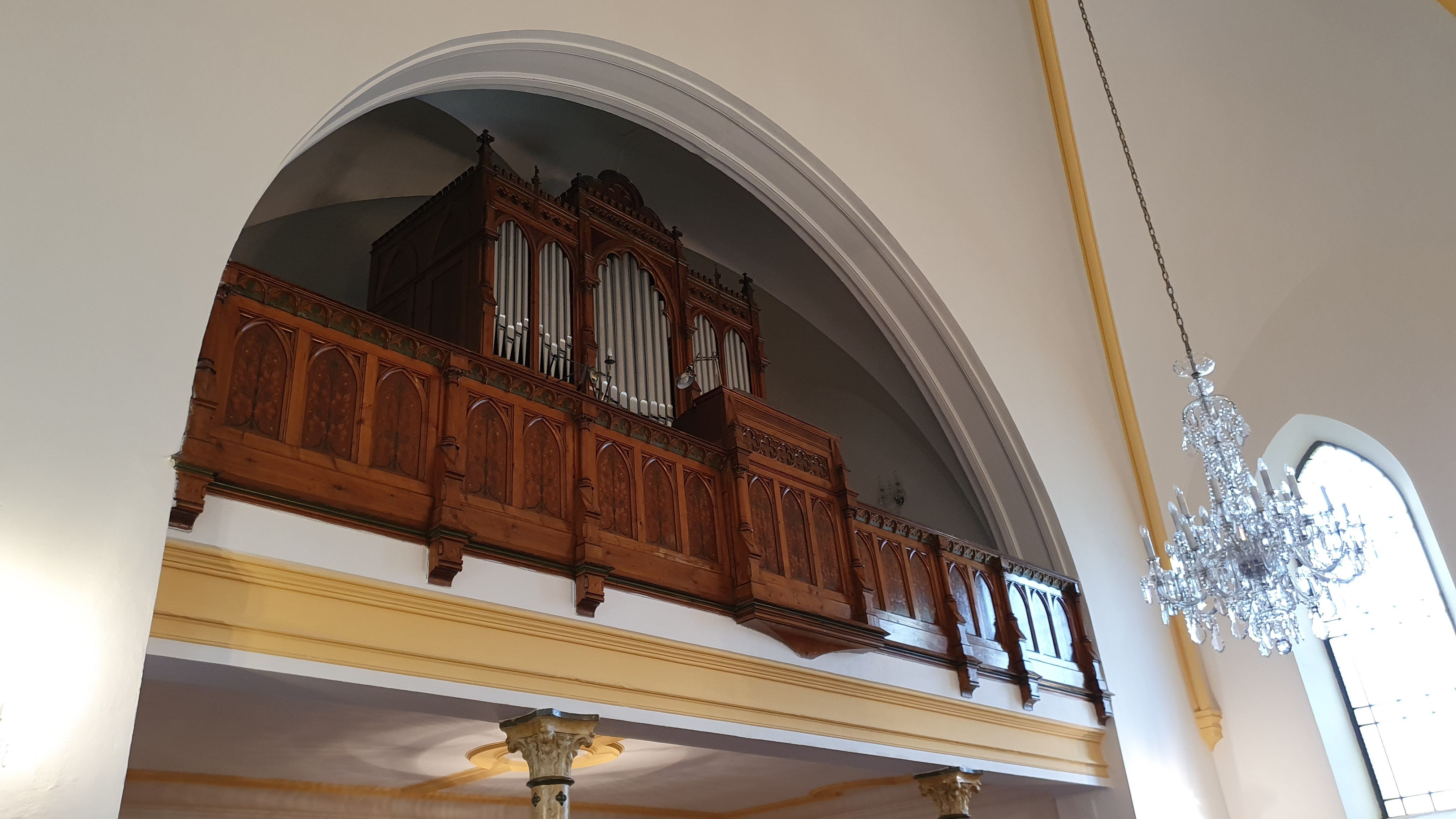
Varhany
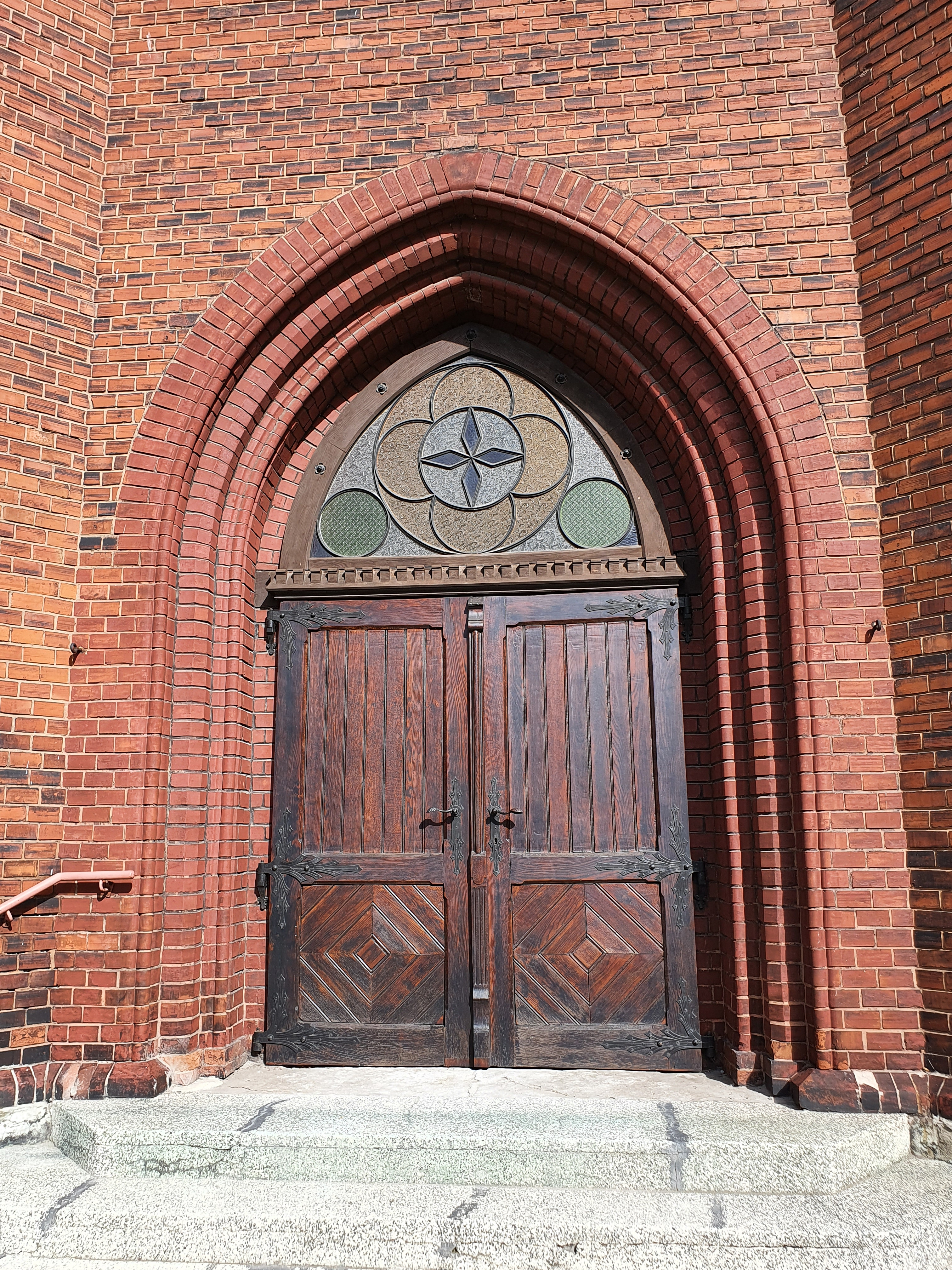
Dveře